# Ramularia acris

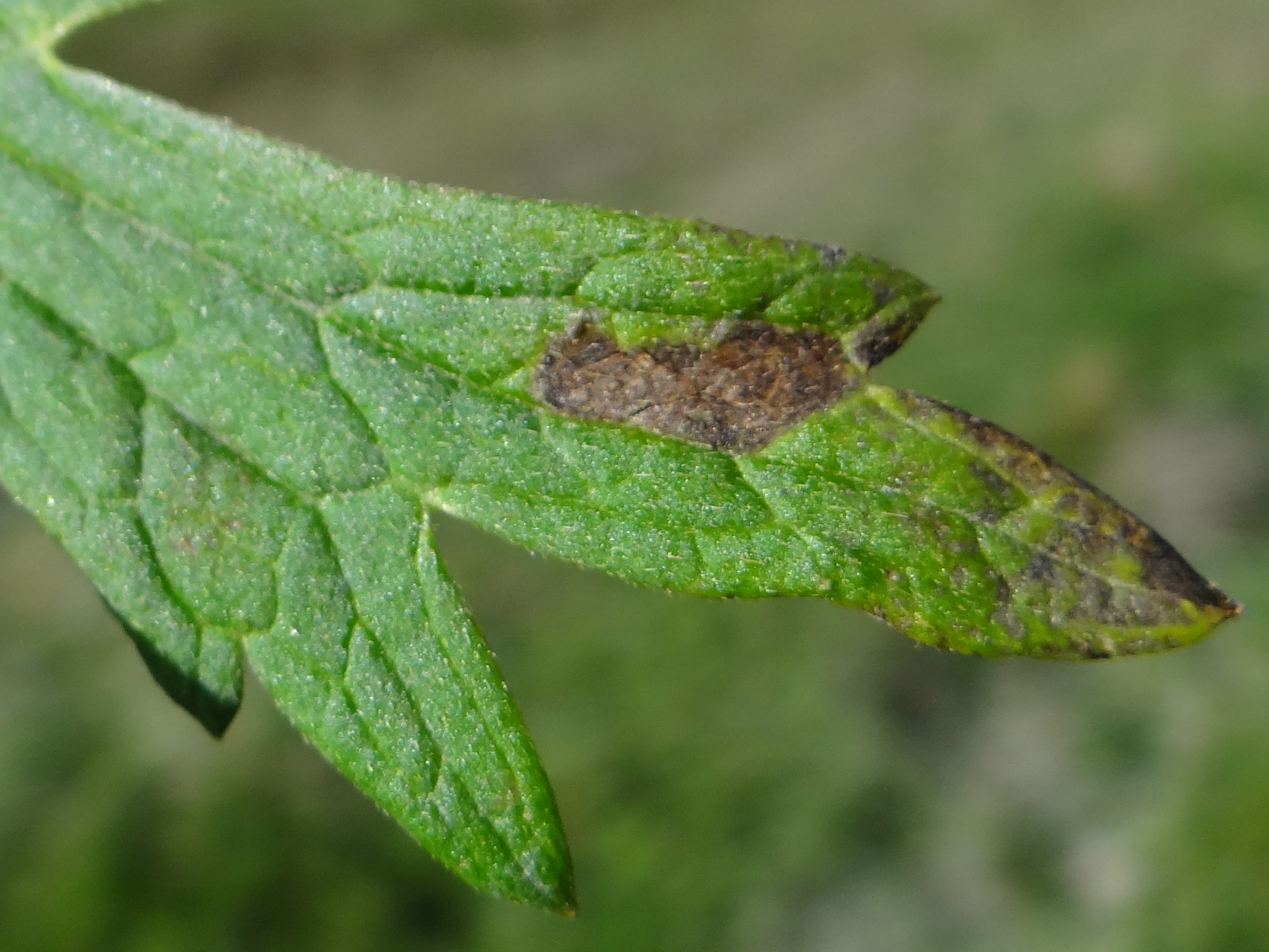
Plamy na górnej stronie listka jaskra ostrego

Ramularia acris Lindr. – gatunek grzybów z klasy Dothideomycetes. Grzyb mikroskopijny, fitopatogen pasożytujący na roślinach z rodzaju jaskier (Ranunculus). Powoduje plamistość liści.

## Systematyka i nazewnictwo
Pozycja w klasyfikacji według Index Fungorum: Ramularia, Mycosphaerellaceae, Capnodiales, Dothideomycetidae, Dothideomycetes, Pezizomycotina, Ascomycota, Fungi.
Po raz pierwszy opisano gatunek we Francji. Holotyp na Ranunculus breyninus.
W polskim piśmiennictwie mykologicznym Ramularia acris jest synonimizowany z Septocylindrium ranunculi Peck, Ramularia aequivoca (Ces.) Sacc. f. ranunculi-acris Massalongo, według Index Fungorum są to jednak odrębne gatunki.

## Charakterystyka
Na porażonych roślinach powoduje powstawanie nieokrągłych, nieregularnych plam, czasem ograniczonych do nerwacji liścia, czasami rozproszonych, o średnicy 2–6 mm. Czasami sąsiednie plamy zlewają się. Początkowo są bladozielone, żółtawe, później brązowe do szarawych, bez obrzeża. Nalot na dolnej stronie liścia, punktowe do rozproszonego, białoszary.
Endofit, jego grzybnia jest zanurzona w tkankach rośliny. Strzępki wąskie, hialinowe, septowane, rozgałęzione, tworzące niewielkie skupiska (podkładki). Konidiofory w małych lub dość licznych grupach, wyrastające ze skupisk strzępek, wyłaniające się przez szparki liści, prawie cylindryczne, wyprostowane, proste, do pogiętych sinusoidalnie. Mają długość 20–60 μm i szerokość 3–7 μm. Są bezprzegrodowe lub septowane, hialinowe, gładkie. Blizny po oderwaniu się konidiów nieco ciemniejsze. Konidia 1–4 komórkowe, w łańcuszkach, czasami rozgałęzionych, elipsoidalne lub prawie cylindryczne, o wymiarach (10–)15–35(–40) × (3–)4–7(–8) μm i wierzchołkach tępych lub spiczastych.
Żywicielem są różne gatunki jaskrów: jaskier ostry (Ranunculus acris), jaskier gajowy (R.breyninus), jaskier kosmaty (R. lanuginosus), R. brutius, R. grandiflorus.
Zanotowano występowanie w Azji (na Kaukazie, w Jordanii, od Rosji po Mongolię, Chiny i Japonię), Europie (w tym również na Islandii), w Ameryce Północnej. W polskiej literaturze mykologicznej do 2003 r. podany na dość licznych stanowiskach, na jaskrze ostrym i jaskrze kosmatym (jako Ramularia ranunculi Peck, lub Ramularia didyma Unger).